# Diana Ospina
Diana Carolina Ospina García, née le 3 mars 1989 à Medellín (Colombie), est une footballeuse internationale colombienne qui évolue au poste de milieu de terrain à l'América de Cali.
Elle participe à deux reprises à la Coupe du monde féminine, en 2011 et 2015. Elle dispute également les Jeux olympiques d'été de 2016.